# Campeonato Uruguaio de Futebol de 1959
O Campeonato Uruguaio de Futebol de 1959 foi a 28ª edição da era profissional do Campeonato Uruguaio. O torneio consistiu em uma competição com dois turnos, no sistema de todos contra todos. Como Peñarol e Nacional empataram em número de pontos, foi jogada uma partida final para decidir quem venceria o campeonato. O Peñarol venceu seu maior rival por 2 a 0 e se sagrou campeão uruguaio de 1959.

## Classificação[2]
| Pos | Equipe               | Pts | J  | V  | E | D  | GP | GC | SG  |
| --- | -------------------- | --- | -- | -- | - | -- | -- | -- | --- |
| 1°  | Peñarol              | 26  | 18 | 12 | 2 | 4  | 35 | 20 | 15  |
| 2°  | Nacional             | 26  | 18 | 11 | 4 | 3  | 33 | 14 | 19  |
| 3°  | Racing               | 22  | 18 | 10 | 2 | 6  | 29 | 25 | 4   |
| 4°  | Cerro                | 19  | 18 | 8  | 3 | 7  | 31 | 32 | -1  |
| 5°  | Montevideo Wanderers | 18  | 18 | 8  | 2 | 8  | 32 | 39 | -7  |
| 6°  | Defensor             | 16  | 18 | 6  | 4 | 8  | 34 | 35 | -1  |
| 7°  | Rampla Juniors       | 15  | 18 | 5  | 5 | 8  | 26 | 26 | 0   |
| 8°  | Sud América          | 14  | 18 | 6  | 2 | 10 | 22 | 30 | -8  |
| 9°  | Liverpool            | 14  | 18 | 6  | 2 | 10 | 24 | 32 | -8  |
| 10° | Danubio              | 10  | 18 | 2  | 3 | 11 | 19 | 32 | -13 |

|  | Classificados à final.       |
|  | Rebaixado à Segunda Divisão. |

Promovido para a próxima temporada: Fénix.

## Final
| {{{data}}} | Peñarol                         | 2 – 0                      | Nacional | Estádio Centenário, Montevidéu      |
|            | Cubilla 78' · Linazza 87' (pen) | data = 20 de março de 1960 |          | Público: 70 000 Árbitro: Pablo Vaga |

Peñarol campeão e classificado para a Copa Libertadores da América de 1960, a primeira da história da competição, onde o próprio clube uruguaio foi campeão.
| Campeonato Uruguaio de 1959  |
| ---------------------------- |
| Peñarol Campeão (24º título) |